# Rafał Policht
Rafał Policht (ur. 28 lutego 1974 w Brzesku) – polski piłkarz grający na pozycji napastnika, później trener piłkarski.

## Kariera piłkarska
W 1990 Policht został piłkarzem Okocimskiego Brzesko. W 1998 przeszedł do Odry Wodzisław Śląski, z której odszedł w 2000. W barwach tego zespołu rozegrał 41 spotkań w I lidze, w których strzelił 4 bramki. Później występował w Ceramice Opoczno, Gliniku Gorlice, Sandecji Nowy Sącz oraz ponownie w Okocimskim Brzesko. W 2005 przeszedł do amerykańskiego Eagles Chicago, jednak w następnym roku powrócił do Polski – po raz kolejny został piłkarzem Okocimskiego Brzesko. W 2007 odszedł z klubu. Później występował amatorsko w Koronie Niedzieliska oraz rezerwach Okocimskiego Brzesko.

## Kariera trenerska
W 2017 został trenerem Okocimskiego Brzesko. Po dwóch sezonach odszedł z tego zespołu i zaczął trenować małopolskie drużyny z niższych szczebli rozgrywkowych – Jadowniczankę Jadowniki (2019–2020), GKS Drwinia (2020–2021), Orła Dębno (2021–2023) oraz Koronę Niedzieliska (od 2023).